# Le Pouliguen
Le Pouliguen es una comuna francesa situada en el departamento de Loira Atlántico, en la región de Países del Loira.

## Demografía
| 3658 | 3788 | 4276 | 4383 | 4912 | 5266 | 4024 |
| Para los censos de 1962 a 1999 la población legal corresponde a la población sin duplicidades (Fuente: INSEE [Consultar]) |      |      |      |      |      |      |